# Lijst van gemeentelijke monumenten in Steenbergen
De gemeente Steenbergen, in de Nederlandse provincie Noord-Brabant, heeft 40 gemeentelijke monumenten. Hieronder een overzicht. 

## De Heen
De plaats De Heen kent 2 gemeentelijk monument:
| Object                             | Bouwjaar | Architect | Locatie     | Coördinaten                   | Nr.        | Afbeelding             |
| ---------------------------------- | -------- | --------- | ----------- | ----------------------------- | ---------- | ---------------------- |
| Duiker tussen de kreek en de haven | 1785     |           | Heensedijk  | 51° 37' 15" NB, 4° 15' 15" OL | 0851/WN033 | Upload foto            |
| Veldkruis in plantsoen             |          |           | Dorpsweg 58 | 51° 36' 25" NB, 4° 16' 17" OL | 0851/WN038 | Veldkruis in plantsoen |

## Dinteloord
De plaats Dinteloord kent 9 gemeentelijke monumenten:
| Object                                        | Bouwjaar               | Architect              | Locatie            | Coördinaten                   | Nr.        | Afbeelding                                    |
| --------------------------------------------- | ---------------------- | ---------------------- | ------------------ | ----------------------------- | ---------- | --------------------------------------------- |
| Duiker tussen de kreek en de haven            | 1773                   |                        | Molendijk          | 51° 38' 3" NB, 4° 22' 46" OL  | 0851/01-04 | Upload foto                                   |
| Welgelegen. Tweelaagse villa                  | 1927                   | Van Tooren             | Steenbergseweg 5   | 51° 38' 1" NB, 4° 22' 2" OL   | 0851/05-04 | Welgelegen. Tweelaagse villa                  |
| Heliotroop. Eenlaagse villa                   | 1928                   |                        | Steenbergseweg 7   | 51° 38' 0" NB, 4° 22' 1" OL   | 0851/05-06 | Heliotroop. Eenlaagse villa                   |
| Eenlaagse villa met tweelaagse gevelelementen | 1928                   | C de Rooij, Willemstad | Steenbergseweg 28  | 51° 38' 5" NB, 4° 22' 4" OL   | 0851/05-07 | Eenlaagse villa met tweelaagse gevelelementen |
| Nooit gedacht, boerenwoonhuis                 | ca 1860                |                        | Annaweg 4          | 51° 38' 6" NB, 4° 19' 16" OL  | 0851/05-08 | Upload foto                                   |
| Eenlaags woonhuis, met tweelaagse schijngevel | 1931                   |                        | Zuideinde 5        | 51° 38' 10" NB, 4° 22' 7" OL  | 0851/06-01 | Eenlaags woonhuis, met tweelaagse schijngevel |
| Anna Hoeve boerenwoonhuis                     | 1897, achterzijde 1934 |                        | Steenbergseweg 112 | 51° 36' 42" NB, 4° 21' 6" OL  | 0851/06-02 | Anna Hoeve boerenwoonhuis                     |
| Oorlogsgraf burgerslachtoffers bombardement   | 1944                   |                        |                    | 51° 38' 7" NB, 4° 22' 29" OL  | 0851/WN036 | Upload foto                                   |
| R.K. Heilige Petrus en Pauluskerk             | 1951                   | J.M. Hurks             | Westvoorstraat 2   | 51° 38' 17" NB, 4° 22' 19" OL | 0851/WN037 | Meer afbeeldingen                             |

## Kruisland
De plaats Kruisland kent 3 gemeentelijke monumenten:
| Object                           | Bouwjaar | Architect   | Locatie      | Coördinaten                   | Nr.        | Afbeelding                |
| -------------------------------- | -------- | ----------- | ------------ | ----------------------------- | ---------- | ------------------------- |
| Kleine kop-romp boerderij        | 1923     |             | Hanedreef 13 | 51° 34' 24" NB, 4° 25' 19" OL | 0851/04-04 | Kleine kop-romp boerderij |
| Zaalkerkje met aangebouwde toren | 1947     | J. de Wilde | Markt 20     | 51° 34' 8" NB, 4° 24' 25" OL  | 0851/05-05 | Meer afbeeldingen         |
| Drinkwaterpomp                   | 1891     |             | Markt        | 51° 34' 8" NB, 4° 24' 24" OL  | 0851/06-03 | Drinkwaterpomp            |

## Nieuw Vossemeer
De plaats Nieuw Vossemeer kent 2 gemeentelijke monumenten:
| Object                              | Bouwjaar             | Architect              | Locatie         | Coördinaten                  | Nr.        | Afbeelding          |
| ----------------------------------- | -------------------- | ---------------------- | --------------- | ---------------------------- | ---------- | ------------------- |
| Voormalig -raadhuis, -politiebureau | eind 19e eeuw / 1919 | J.Hageman              | Voorstraat 42   | 51° 35' 12" NB, 4° 13' 6" OL | 0851/01-07 | Upload foto         |
| Tweelaags herenhuis                 | ca 1865              | Mogelijk C.P. van Genk | Achterstraat 21 | 51° 35' 15" NB, 4° 13' 3" OL | 0851/04-01 | Tweelaags herenhuis |

## Steenbergen
De plaats Steenbergen kent 23 gemeentelijke monumenten:
| Object                                          | Bouwjaar                 | Architect                  | Locatie                        | Coördinaten                   | Nr.         | Afbeelding                                      |
| ----------------------------------------------- | ------------------------ | -------------------------- | ------------------------------ | ----------------------------- | ----------- | ----------------------------------------------- |
| Boerderij-ensemble                              | 1895                     | vermoedelijk C.P. van Genk | Doktersdreefje 2               | 51° 35' 17" NB, 4° 19' 7" OL  | 0851/01-01  | Boerderij-ensemble                              |
| Tweelaags winkel-woonhuis                       | ca 1903                  | vermoedelijk C.P. van Genk | Blauwstraat 78                 | 51° 35' 13" NB, 4° 19' 7" OL  | 0851/01-02  | Tweelaags winkel-woonhuis                       |
| Tweelaags woonhuis                              | ca 1915 Bouwkern ca 1790 |                            | Kaaistraat 24                  | 51° 35' 11" NB, 4° 19' 0" OL  | 0851/01-05  | Tweelaags woonhuis                              |
| Eenlaags winkel-woonhuis                        | begin 18e eeuw           |                            | Kaaistraat 14                  | 51° 35' 11" NB, 4° 18' 59" OL | 0851/01-06  | Eenlaags winkel-woonhuis                        |
| Kruisbeeld met houten corpus en afdakje         | 1933                     | Fa Thijssen te Roermond    | Krommeweg                      | 51° 35' 6" NB, 4° 19' 43" OL  | 0851/WN005  | Kruisbeeld met houten corpus en afdakje         |
| Complex Waterleidingmij Noordwest Brabant       | ca 1950                  | J.M. Hurks                 | Watertorenweg 1                | 51° 35' 20" NB, 4° 19' 49" OL | 0851/04-03  | Meer afbeeldingen                               |
| Tweelaags woonhuis                              | ca 1890                  |                            | Blauwstraat 41                 | 51° 35' 9" NB, 4° 19' 11" OL  | 0851/01-12  | Tweelaags woonhuis                              |
| Eenlaags woonhuis                               | ca 1890                  |                            | Berenstraat 46                 | 51° 35' 10" NB, 4° 19' 6" OL  | 0851/01-08  | Eenlaags woonhuis                               |
| Eenlaags woonhuis                               | midden 17e eeuw          | Geert Cornelis Beer        | Berenstraat 30                 | 51° 35' 10" NB, 4° 19' 3" OL  | 0851/04-02  | Eenlaags woonhuis                               |
| Eenlaags woonhuis onder mansarde kap            | 1918                     |                            | Kruispoort 21                  | 51° 35' 17" NB, 4° 19' 25" OL | 0851/04-046 | Eenlaags woonhuis onder mansarde kap            |
| Eenlaags woonhuis onder mansarde kap            | ca 1900                  |                            | Kruispoort 23                  | 51° 35' 17" NB, 4° 19' 26" OL | 0851/04-07  | Eenlaags woonhuis onder mansarde kap            |
| Tweelaags woonhuis                              | ca. 1890                 |                            | Visserstraat 5                 | 51° 35' 13" NB, 4° 18' 57" OL | 0851/05-01  | Tweelaags woonhuis                              |
| Drielaags, voormalig, post- en telegraafkantoor | 1895                     | C.P. van Genk              | Kaaistraat 21                  | 51° 35' 11" NB, 4° 18' 57" OL | 0851/05-02  | Drielaags, voormalig, post- en telegraafkantoor |
| Tweelaags (voormalig) raadhuis                  | 1939                     | J.M. Hurks en C.Roelants   | Kaaistraat 47                  | 51° 35' 13" NB, 4° 19' 2" OL  | 0851/05-03  | Tweelaags (voormalig) raadhuis                  |
| Tweelaagse villa                                | 1928                     |                            | Nassaulaan 17                  | 51° 35' 19" NB, 4° 19' 36" OL | 0851/07-01  | Tweelaagse villa                                |
| Drielaags woonhuis                              | ca 1880                  |                            | Blauwstraat 73                 | 51° 35' 12" NB, 4° 19' 8" OL  | 0851/07-02  | Drielaags woonhuis                              |
| Eenlaagse woning                                | 1907                     |                            | Zeelandweg-Oost 14             | 51° 35' 26" NB, 4° 17' 56" OL | 0851/07-05  | Eenlaagse woning                                |
| Tweelaagse villa                                |                          |                            | Burgemeester van Loonstraat 81 | 51° 35' 6" NB, 4° 18' 51" OL  | 0851/07-03  | Upload foto                                     |
| Eenlaags woonhuis                               | 1869                     |                            | Burgemeester van Loonstraat 52 | 51° 35' 0" NB, 4° 18' 49" OL  | 0851/07-04  | Eenlaags woonhuis                               |
| Villa                                           |                          |                            | Westdam 1                      | 51° 35' 16" NB, 4° 18' 55" OL | 0851/WN06   | Villa                                           |
| Woonhuis                                        | 1938                     | Roelants                   | Wilhelminastraat 17            | 51° 35' 8" NB, 4° 18' 47" OL  | 0851/WN34   | Upload foto                                     |
| Noodslachthuis en bijbehorende kadaverhuis      | 1932                     |                            | Doornedijkje 50                | 51° 35' 9" NB, 4° 18' 43" OL  | 0851/WN35   | Upload foto                                     |
| Vier Duitse bunkers langs de A4                 |                          |                            |                                | 51° 33' 50" NB, 4° 17' 4" OL  | 0851/WN39   | Vier Duitse bunkers langs de A4                 |

## Welberg
De plaats Welberg kent 1 gemeentelijk monument:
| Object                  | Bouwjaar      | Architect | Locatie           | Coördinaten                   | Nr.        | Afbeelding              |
| ----------------------- | ------------- | --------- | ----------------- | ----------------------------- | ---------- | ----------------------- |
| Eenlaags boerenwoonhuis | eind 17e eeuw |           | Laurentiusdijk 23 | 51° 34' 42" NB, 4° 19' 59" OL | 0851/06-01 | Eenlaags boerenwoonhuis |

's-Hertogenbosch ·
Alphen-Chaam ·
Altena ·
Asten ·
Baarle-Nassau ·
Bergeijk ·
Bergen op Zoom ·
Bernheze ·
Best ·
Bladel ·
Boekel ·
Boxtel ·
Cranendonck ·
Deurne ·
Dongen ·
Drimmelen ·
Eersel ·
Eindhoven ·
Etten-Leur ·
Lijst van gemeentelijke monumenten in Geertruidenberg ·
Geldrop-Mierlo ·
Gemert-Bakel ·
Gilze en Rijen ·
Goirle ·
Halderberge ·
Heeze-Leende ·
Helmond ·
Heusden ·
Hilvarenbeek ·
Laarbeek ·
Land van Cuijk ·
Maashorst ·
Meierijstad ·
Moerdijk ·
Nuenen, Gerwen en Nederwetten ·
Oirschot ·
Oisterwijk ·
Oosterhout ·
Oss ·
Reusel-De Mierden ·
Roosendaal ·
Someren ·
Son en Breugel ·
Lijst van gemeentelijke monumenten in Steenbergen ·
Tilburg ·
Valkenswaard ·
Vught ·
Waalre ·
Waalwijk ·
Woensdrecht ·
Zundert